# First Vienna FC 1894
First Vienna FC 1894 (to v angličtině znamená První vídeňský fotbalový klub) je rakouský fotbalový klub hrající rakouskou druhou ligu zvanou Erste Liga. Je to nejstarší fotbalový klub v Rakousku. Byl založen 22. srpna 1894 ve vídeňské čtvrti Döbling. Tento tým hrál pozoruhodnou roli v historii rakouského fotbalu.

## Historie klubu
Na konci 19. století angličtí a rakouští zahradníci, kteří pracovali pro Nathaniela Anselma von Rothschilda, začali hrát kopanou na jeho panství. Aby zabránil poškození svých rostlin, koupil jim okolní pastviny a také nechal zhotovit modro-žluté dresy podle jeho žokejů.

## Úspěchy
- Mistr Rakouska (6×): 1931, 1933, 1942, 1943, 1944, 1955
- Rakouský pohár vítěz (3×): 1929, 1930, 1937
- Challenge Cup vítěz (2×): 1899, 1900 [1]
- Německý pohár vítěz (1×): 1943 [2]
- Středoevropský pohár vítěz (1×): 1931
- Pohár osvobození vítěz (1×): 1946

## Hráči

### Soupiska
K 9. srpnu 2025
| Číslo |                   | Pozice | Hráč                   |
| ----- | ----------------- | ------ | ---------------------- |
| 1     | Rakousko          | B      | Bernhard Unger         |
| 4     | Rakousko          | O      | Niklas Szerencsi       |
| 5     | Rakousko          | O      | Santino Pistrol        |
| 6     | Rakousko          | Z      | Markus Rusek           |
| 7     | Rakousko          | Ú      | Christoph Monschein    |
| 8     | Rakousko          | Z      | Bernhard Luxbacher     |
| 9     | Rakousko          | Ú      | Amir Abdijanovic       |
| 10    | Rakousko          | Ú      | Marco Djuricin         |
| 14    | Jižní Korea       | Z      | Seo Jong-min           |
| 16    | Rakousko          | Ú      | Patrick Schmidt        |
| 17    | Rakousko          | O      | Benjamin Rosenberger   |
| 18    | Rakousko          | Ú      | Bernhard Zimmermann    |
| 19    | Rakousko          | O      | Niklas Alozie          |
| 20    | Rakousko          | Z      | Felix Nagele           |
| 21    | Pobřeží slonoviny | Z      | Gontie Junior Diomandé |

| Číslo |          | Pozice | Hráč                 |
| ----- | -------- | ------ | -------------------- |
| 22    | Rakousko | O      | Osarenren Okungbowa  |
| 25    | Rakousko | O      | Jürgen Bauer         |
| 26    | Rakousko | B      | Moritz Troindl       |
| 27    | Rakousko | Ú      | Vincent Zeidler      |
| 28    | Rakousko | Z      | Kai Stratznig        |
| 34    | Rakousko | O      | Dean Titkov          |
| 36    | Rakousko | O      | Kelechi Nnamdi       |
| 37    | Rakousko | Z      | Louis Birkhahn       |
| 41    | Rakousko | B      | Christopher Giuliani |
| 45    | Gambie   | Ú      | Bamba Susso          |
| 59    | Turecko  | Ú      | Yalın Dilek          |
| 66    | Rakousko | Z      | David Ungar          |
| 77    | Rakousko | Ú      | Luca Edelhofer       |
| 80    | Rakousko | Z      | Aris Stogiannidis    |

### Významní hráči

#### Na velkých turnajích

##### Mistrovství světa
- Willibald Schmaus (1934, 1938*)
- Leopold Hofmann (1934)
- Kurt Schmied (1954 , 1958)
- Karl Koller (1954 , 1958)
- Hans Buzek (1958)
- Kurt Russ (1990)
- Gerald Glatzmayer (1990)

* V roce 1938 kvůli anšlusu Rakouska jako reprezentant Německa.

#### Zlatý míč

##### Nominace
- Karl Koller (1961)

## Účast v evropských pohárech
| Sezóna  | Soutěž     | Kolo | Klub              | Doma | Venku | Celkem  |
| ------- | ---------- | ---- | ----------------- | ---- | ----- | ------- |
| 1988/89 | Pohár UEFA | 1    | Ikast FS          | 1:0  | 1:2   | 2:2 (a) |
| 1988/89 | Pohár UEFA | 2    | TPS Turku         | 2:1  | 0:1   | 2:2 (a) |
| 1989/90 | Pohár UEFA | 1    | Valletta          | 3:0  | 4:1   | 7:1     |
| 1989/90 | Pohár UEFA | 2    | Olympiakos Pireus | 2:2  | 1:1   | 3:3 (a) |